# Coucou plaintif
Cacomantis merulinus
Espèce
Statut de conservation UICN

 LC  : Préoccupation mineure
Le coucou plaintif (Cacomantis merulinus) est une espèce de coucou. On le trouve dans le Sud de l'Asie depuis l'Inde jusqu'en Chine et en Indonésie.

## Description
C'est un assez petit coucou, de 21 à 23,5 cm de long. Le mâle adulte est gris-brun au-dessus et orange au-dessous avec une tête, la gorge et le poitrail gris. Il a des rayures blanches sur les plumes de la queue. Les jambes et les pieds sont de couleur jaune, l'œil est rouge et le bec est noir au-dessus et jaune en dessous. La femelle adulte est parfois similaire au mâle, mais se présente souvent sous une forme brune. Cette présentation est brun rougeâtre sur le dos avec des bandes foncées. Le dessous est pâle avec de légères rayures. Elle porte une bande pâle au-dessus de l'œil et la queue a des bandes foncées sur toute sa longueur. Les jeunes ressemblent à cette présentation mais les femelles sont plus pâles et ont des traînées sombres plutôt que des barres sur le sommet de la tête et la gorge.
Le mâle a plusieurs appels plaintifs.

## Distribution et sous-espèce
Il en existe quatre sous-espèces:
- Cacomantis m. merulinus se trouve aux Philippines, où il est courant sur bon nombre d'îles.
- Cacomantis m. querulus est la forme la plus répandue, se rencontrant dans le nord-est de l'Inde, le Bangladesh, le sud de la Chine, la Birmanie, la Thaïlande, le Cambodge, le Laos et le Viêt Nam. En été, on le trouve sur la plupart du territoire chinois, migrant vers le sud pour l'hiver.
- Cacomantis m. threnodes se trouve dans la péninsule malaise, à Sumatra et Bornéo tandis que
- Cacomantis m. lanceolatus vit à Java, Bali et au Sulawesi.

Cacomantis passerinus était auparavant classé comme une sous-espèce du Coucou plaintif mais il est maintenant souvent considéré comme une espèce distincte.

## Mode de vie
Il habite en bordure de forêts, dans les bois, les taillis, les prairies, les terres agricoles, les parcs et jardins. Il se nourrit d'invertébrés. Il est généralement solitaire et est souvent difficile à voir.
La femelle pond ses œufs dans les nids de cisticoles, prinias et couturières. Les œufs sont similaires à ceux des espèces hôtes mais sont plus gros. Ces oiseaux tiennent souvent le coucou à l'écart de leur nid.

## Galerie

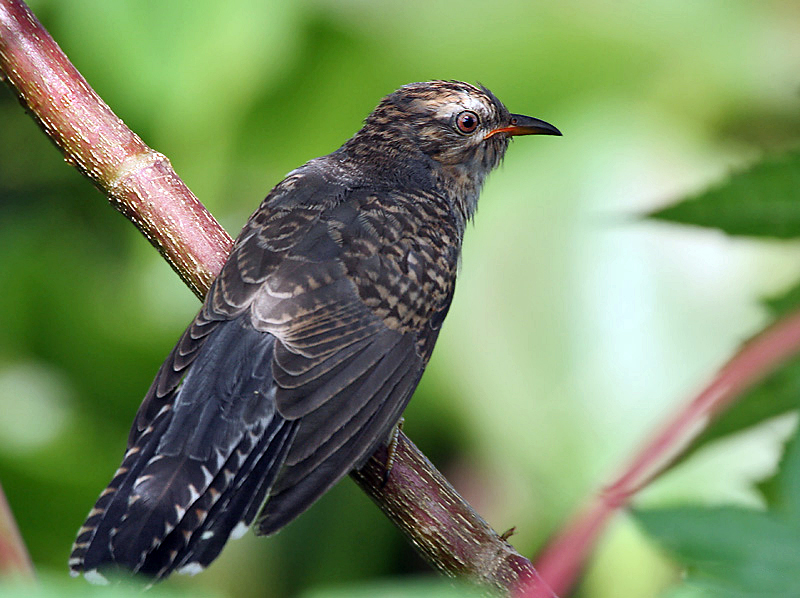
Immature à  Calcutta, Bengale-Occidental, Inde.
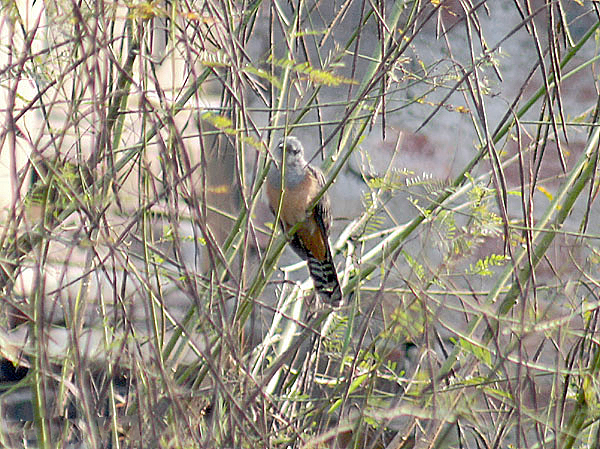
Calcutta, Bengale-Occidental, Inde.
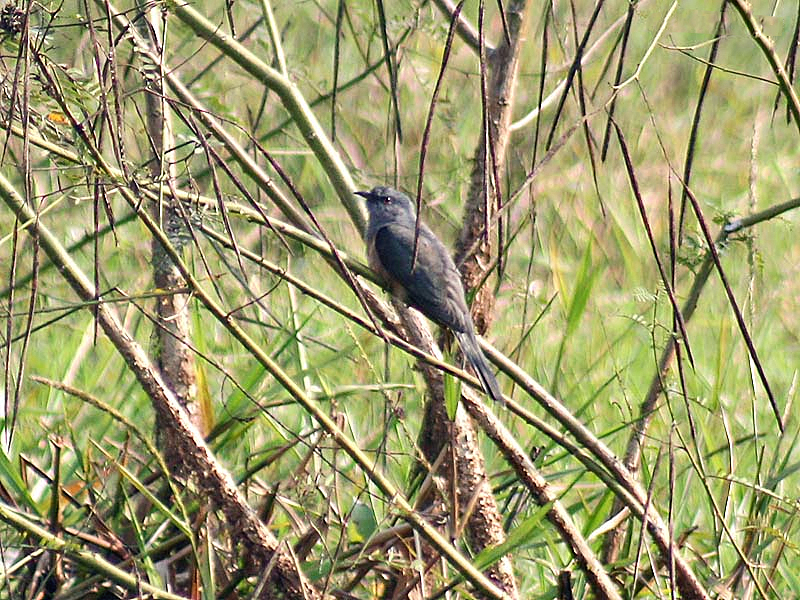
Calcutta, Bengale-Occidental, Inde.